# Pieter Moninckx
Pieter Moninckx o Monincx (L'Aia, 1606 – L'Aia, 1686) è stato un pittore e disegnatore olandese del secolo doro, appartenente al gruppo dei pittori paesaggisti Dutch Italianates.

## Biografia
Apparteneva ad una famiglia di artisti: suo padre era Sybert Corneliszoon Moninckx, suoi fratelli erano Cornelis e Machtelt Moninckx, sua nipote era Maria Moninckx.
Fu istruito inizialmente dal padre nell'arte della pittura e successivamente, per approfondire i suoi studi si recò in Italia dove rimase per tredici anni dal 1625 al 1637.
In accordo con Houbraken, lavorò al servizio del Papa, ma si conoscono ben pochi dettagli riguardo alla sua vita nella capitale italiana.
Durante questo periodo, Moninckx si specializzò nel disegno di paesaggi, sia vedute di antichi monumenti e porti, che paesaggi di sua invenzione. Prima del suo viaggio in Italia, invece, dipinse principalmente soggetti di genere. Eseguì anche dipinti allegorici e religiosi, nature morte e cacce. Sviluppò, inoltre, uno stile proprio caratterizzato dalla sovrapposizione di strati sottili di colore con piccole zone di diverse tonalità.
Al suo ritorno nei Paesi Bassi nel 1637, lavorò a Rijswijk, presso la Huis ter Nieuwburg e nel 1639 divenne membro della Corporazione di San Luca all'Aia. Continuò a dipingere paesaggi nello stile italianeggiante in cui si era specializzato a Roma, come testimoniato da una serie di piccoli dipinti ritraenti vedute di città italiane, tra cui Roma, Civitavecchia e Pisa, eseguiti tra il 1660 e il 1679.
Oltre a dipingere, la sua conoscenza dell'arte italiana gli permise di arrotondare le sue entrate stimando dipinti italiani.

## Opere
- Natura morta con vari uccelli, un nido, lepri, un canestro, insetti su un ripiano di pietra, olio su tela, 56,3 x 93,4 cm, firmato, 1658[6]
- Figure classiche ferme su un sentiero, un pastore con pecore, il tempio di Vesta, Tivoli, olio su tela, 80 x 119,4 cm, firmato[7]
- Due villici seduti a bere ed un terzo che sta a guardare, gesso, 18,7 x 26 cm[8]
- Amorino addormentato su un teschio, olio su pannello, 33 x 53 cm, Musée des Beaux-Arts, Bordeaux[9]
- Veduta del porto di Civitavecchia, acquerello su penna ed inchiostro grigio, 18,1 x 34,29, Getty Museum, Los Angeles[5]